# ボディーライン
ボディーラインとは、2003年に創業したファッションブランドである。アメリカ村でチャイナドレスブランドとしてスタートし、その後パンク・ロリータファッションをレパートリーに加え、2019年現在はコスプレ商材を中心としたブランドになっている。英語表記は「BODYLINE」
販売チャネルとしては、旗艦店として原宿竹下通り店・大阪心斎橋店の２店舗を運営しているが、売上の多くはECになっている。
運営会社はジェーシーインターナショナルトレードであり、現在はIT企業として様々なITサービスの提供を生業としている。
https://jcit.co.jp/